# École Provencher
L'École Provencher est le plus ancien établissement scolaire de Saint-Boniface. Fondée en 1818 sous la direction du Père Joseph Norbert Provencher, elle occupe plusieurs sites à Saint-Boniface avant de s'installer en 1906 sur son emplacement actuel, à l'angle de la Rue Saint-Jean-Baptiste et de l'Avenue de la Cathédrale.
L'établissement fait partie de la Division Scolaire Louis-Riel et donne un enseignement d'immersion francophone aux élèves de la maternelle à la 8e année.
Gabrielle Roy, célèbre auteure, a enseigné la 1ère année à l'École Provencher de 1930 à 1936.